# NGC 828
NGC 828 (również PGC 8283 lub UGC 1655) – galaktyka spiralna (Sa/P), znajdująca się w gwiazdozbiorze Andromedy. Odkrył ją William Herschel 18 października 1786 roku.